# Aimé Duval
Aimé Duval, także Père Duval (ur. 30 czerwca 1918 w Le Val-d’Ajol, zm. 30 kwietnia 1984 w Metzu) – francuski pieśniarz, kompozytor i autor tekstów, jezuita.

## Życiorys
Aimé Lucien Duval urodził się w miejscowości Le Val-d’Ajol w Wogezach 30 czerwca 1918. Ochrzczono go w Plombières w Belgii. W 1930 rozpoczął naukę w szkole prowadzonej przez jezuitów w Brukseli. Po zdaniu matury w 1936 wstąpił do nowicjatu jezuitów. Święcenia kapłańskie przyjął 24 lipca 1944 w Enghien. Początkowo pracował jako nauczyciel języka francuskiego w Reims. Zaczął pisać piosenki i występować w kawiarniach i pubach. Podróżował również z koncertami po Europie i Ameryce. Kanclerz Konrad Adenauer podarował mu gitarę. W 1965 roku artysta wystąpił w Warszawie. Pierwszą płytę wydał w 1956 roku. W 1961 liczba sprzedanych płyt Père Duvala osiągnęła milion. W latach 60. piosenkarz zaczął cierpieć na chorobę alkoholową. W 1969 podjął próbę samobójczą. Po odratowaniu walczył o uznanie alkoholizmu za chorobę. Przed śmiercią wydał książkę autobiograficzną, w której opisał swe zmaganie się z chorobą. Zmarł w Metzu 30 kwietnia 1984 roku. Został pochowany na cmentarzu w Nancy.

## Polskie tłumaczenia piosenek
W 1993 ukazała się w Polsce kaseta z przetłumaczonymi piosenkami Père Duvala w wykonaniu ks. Stanisława Puchały przy akompaniamencie Józefa Skrzeka i Michała Mitko. Zawierała utwory:
- Przyjaciel mój
- O jak daleko jest mój Bóg
- Kiedyś powróci Pan
- Ciągle marzę o Twym niebie (org. La petite tête)
- Kochających brak serc
- U Twych drzwi
- Promienne niebo
- Przez szary mrok
- Idą z dala, idą utrudzeni
- Zatrzymaj się na chwilę
- Tylko on
- Gdy szukasz Boga[5]
- Z Tobą zawsze
- Na zachód dzień się chyli
- Cichy zapada mrok[6]